# چانکووانیا
چانکووانیا (به اسپانیایی: Chancohuana) یک کوه در پرو است که در منطقه اپوریماک واقع شده‌است.چانکووانیا ۵٬۳۳۱ متر بالاتر از سطح دریا واقع شده‌است.